# マウント・アイザ駅
マウント・アイザ駅（英語：Mount Isa railway station）はオーストラリア・クイーンズランド州マウント・アイザにあるクイーンズランド鉄道マウント・アイザ線の駅。

## 利用可能な鉄道路線／列車
クイーンズランド鉄道トラベルトレインの発車する列車は下記の通り。
タウンズビルとマウント・アイザ間の夜行長距離列車ジ・インランダー号 …タウンズビル方面 木・日 発車 